# La empalizada roja
La empalizada roja es una historia corta del autor irlandés Bram Stoker incluida en la colección de la editorial William Kimber Cuentos de media noche (Midnight tales). Fue publicada por primera vez en el número de septiembre de 1894 de la revista The Cosmopolitan: An Illustrated Monthly Magazine (Londres).

## Sinopsis
La historia narra los intentos de la tripulación de la nave británica George Ranger para terminar con las actividades de un grupo de piratas de Malasia a los que persiguen hasta su base tras una empalizada a simple vista impenetrable.